# Liptovská Teplička
Liptovská Teplička (něm. Zeplitschke, maď. Teplicska) je liptovská obec na Slovensku, která leží na území Prešovského kraje v okresu Poprad. V roce 2007 měla 2340 obyvatel. Území obce má rozlohu 98,69 km².

## Poloha
Liptovská Teplička leží asi 8 km jižně od Štrby a 22 km JZ od Popradu na Černém Váhu a na severním úpatí Nízkých Tater. Je dobrým výchozím bodem pro výstup na Kráľovu hoľu i pro návštěvu Slovenského ráje. V letech 1918-1972 ji spojovala Povážská lesní železnice s Liptovským Hrádkem.

## Historie
První zmínka o obci je z roku 1634, ale byla patrně osídlena už dříve. V okolí obce jsou dobře patrné stopy úzkých terasovitých polí („tálů“).

## Pamětihodnosti
- Barokní katolický kostel sv. Jana Křtitele z roku 1759 s věží v průčelí.
- Teplická izba – expozice historických fotografií a předmětů
- Teplický dom – tradiční selský dům
- Zemiakové pivnice – sklepy na brambory vyhloubené 2,5–3 m kolmo do země. Jsou hruškovitého tvaru a směrem nahoru se zužují. Zakryté jsou stříškou z kulatiny pokrytou vrstvou hlíny.[3]

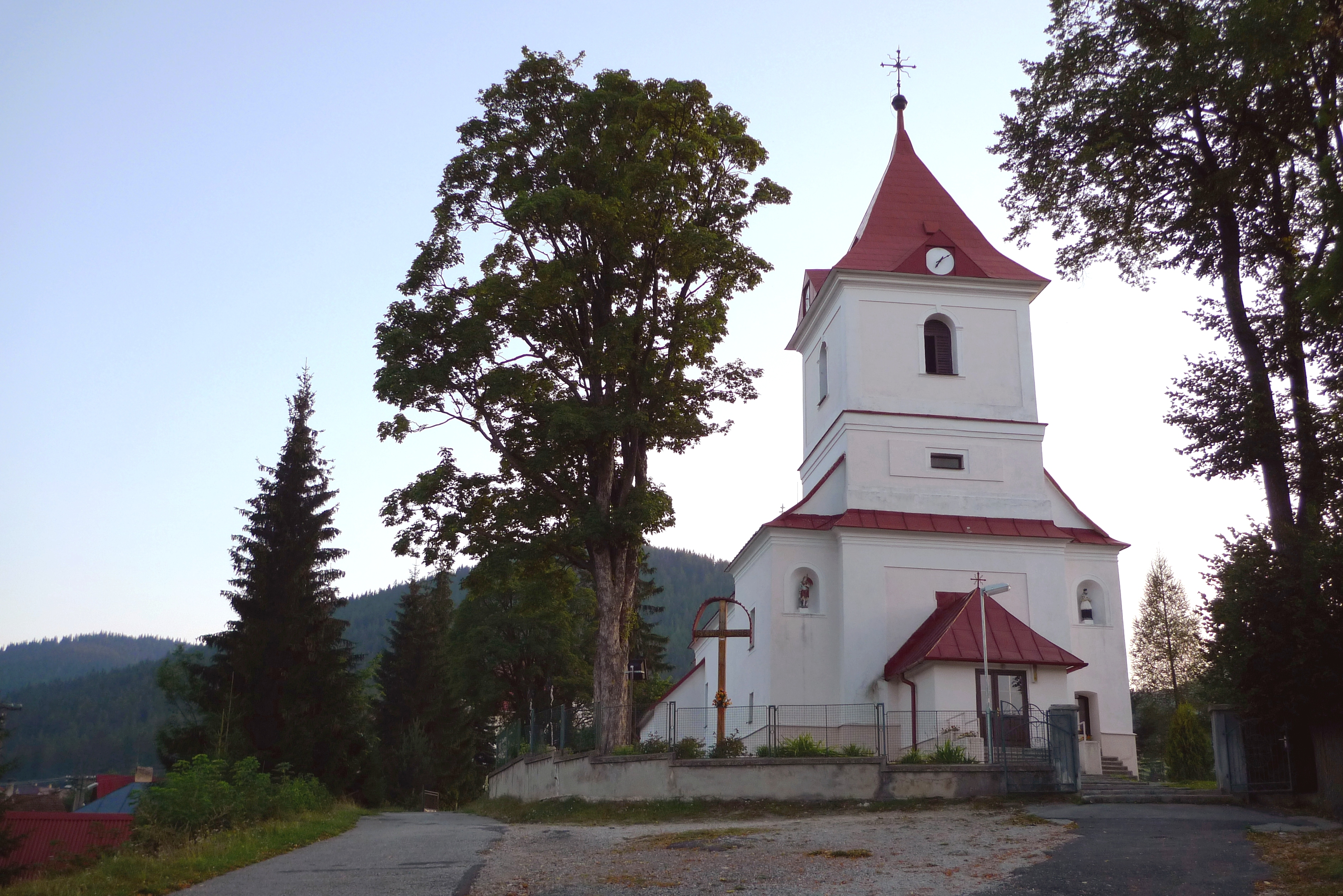
Kostel

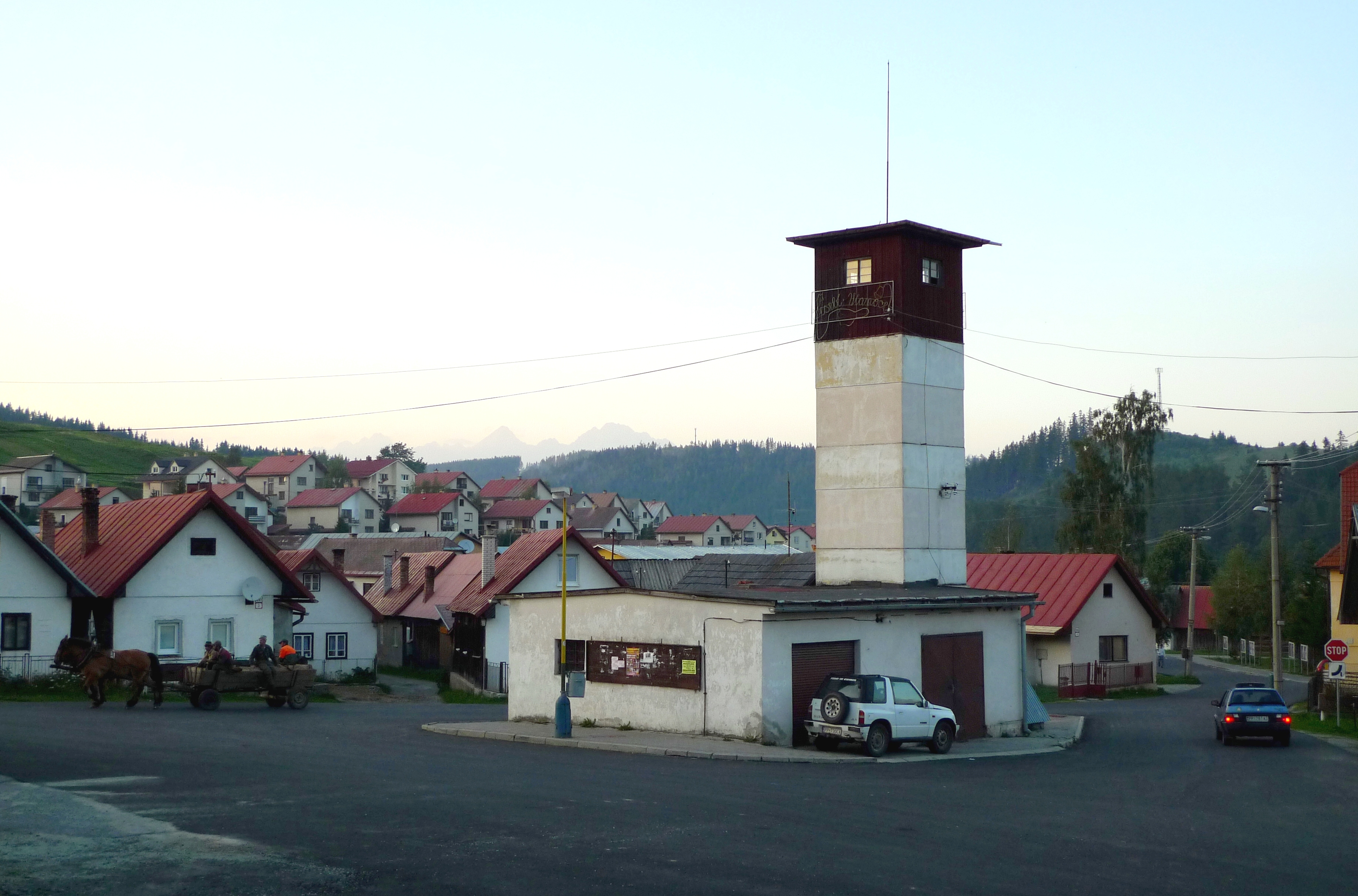
Náves a hasičská zbrojnice